# Francesc Monlius i Mestre
Francesc Monlius i Mestre (Cervera) fou organista i mestre de capella de l'església Santa Maria d'Igualada durant onze anys (1806-1817).
A finals del mes de juny de 1806 presentà la seva sol·licitud a l'Ajuntament de per a ser nomenat mestre de capella. Abans de ser admès, però, el van demanar credencials de bon comportament per la comunitat homòloga de Sanaüja. La petició d'informes de conducta era un fet prou habitual, tant en el cas d'una candidatura a títol personal com quan se celebraven oposicions. En el cas de Monlius, hom no disposava de referències del candidat. Arribaren cartes a la ciutat de Cervera en aquest mateix sentit, que certificaren així el bon nom i el bon comportament del sol·licitant.
Finalment, la plaça li fou assignada i prengué el càrrec a finals del juny de 1806. El 1810 es demanà la mobilització de 838 homes d'entre 16 i 35 anys, motiu pel qual les dues institucions responsables del càrrec van presentar sengles escriuts demanant que l'organista i mestre de capella fos exonerat d'aquesta obligació. Els motius que hi van posar per escrit foren diversos, entre ells que faltaven capellans per a poder fer les misses i atendre els serveis religiosos del poble, que Monlius era l'encarregat d'ensenyar els infants, els quals en la seva absència quedarien desatesos, etc.
Monlius acabà regint el magisteri de forma interina durant 10 anys, fins al 1817, quan es convocà l'oposició per a cobrir-lo de manera definitiva. El seu organista substitut fou Pere Antoni Busquer.
Monlius deixà la plaça de Santa Maria d'Igualada per a retornar al magisteri de Sanaüja.